# Bobov (dinastia hassídica)
Bobov (en hebreu: חסידות באבוב) (transliterat: Jasidut Bobov) és una dinastia hassídica del judaisme haredim originària de Bobowa, Galítsia, Polònia, i que actualment té la seu central al barri de Borough Park, a Brooklyn, Nova York.

## Introducció
Bobov està present a la secció de Williamsburg a Brooklyn, a Monsey, Estat de Nova York, a Lakewood, Nova Jersey, a Mont-real, Toronto, Anvers, i Londres. A Israel, Bobov està present a Jerusalem, Bené-Berac, Asdod, Elad, l'assentament de Beitar Il·lit, i a l'enclavament de Kyrias Bobov situat a Bat Yam.

## Història
El Rabí Shlomo Halberstam, va ser el primer Rebe de Bobov, era el net del Gran Rabí Chaim Halberstam de Sanz, al llogaret de Bobowa, a Galítsia. La majoria de les primeres ieixivot (acadèmies talmúdiques) estaven a Lituània. El segle xix va veure l'obertura d'institucions semblants a Polònia. La primera ieixivà de Polònia, va ser establerta pel primer Rebe de Bobov en 1881, a Vishnitsa, i més tard es va traslladar a Bobowa.

### Segon Rebe de Bobov
El seu treball va continuar amb el seu fill, el Gran Rabí Ben Zion Halberstam, l'autor del Kedushas Tzion. La Ieixivà de Bobov estava situada al poble de Bobowa. Sota el seu lideratge, la jasidut va créixer en nombre, amb joves hassídics que anaven a viure a Bobowa. Posteriorment, es van establir a tota Galitzia 60 branques de la ieixivà, amb milers de seguidors. Durant la Segona Guerra Mundial, el moviment hassídic de Bobov va ser gairebé destruït. El segon Rebe va morir a l'Holocaust, juntament amb els membres de la seva família i milers dels seus seguidors.

### Tercer Rebe de Bobov
Amb prou feines van sobreviure 300 jasidim de Bobov. El fill del Rebe, el Rabí Shlomo Halberstam, va prendre sobre si mateix la missió de reconstruir la jasidut de Bobov. En primer lloc es van instal·lar al West Side de Manhattan, més tard es van moure a Bedfort-Stuyvesant a Brooklyn. La Ieixivà de Bobov estava situada al costat oest de l'Avinguda de Brooklyn, entre la Plaça Park i Prospect Place, més tard es va moure a Borough Park. El Rabí Shlomo era conegut per ser un home molt savi i un Gaó (un home de bones maneres i atributs). El Rebe era conegut per la seva fermesa, i per no prendre partit en les disputes. Es va guanyar una gran popularitat i respecte. Durant més de 50 anys el Rabí Shlomo va ser el Rebe de Bobov, va fundar i va construir una gran xarxa de sinagogues, escoles hassídiques, instituts, mesivtes, i centres d'ensenyament. El Rebe va fer fundar un campament per a nens a les Muntanyes de Catskill, en 1957, a Ferndale, Nova York, i un campament per a nenes, Camp Gila, va ser fundat dos anys més tard. Aquestes institucions es van expandir pel Món. Al moment de la seva defunció, a l'agost de l'any 2000, els seus seguidors van guardar dol per ell. La data de la seva defunció al calendari hebreu va ser el primer dia del mes d'Av.

### Quart Rebe de Bobov
Amb la mort del Rabí Shlomo Halberstam, el seu fill el Rabí Naftali Zvi Halberstam el va succeir. El Rabí Naftali Zvi va morir al març de 2005 (el 12 de Adar II, de l'any 5765), a l'edat de 74 anys, deixant una esposa, dues filles, i dos gendres: un d'ells era el Rabí Yehoshua Rubin, el Rebe de Bobov-45, i l'altre era el Rabí Mordechai Dovid Unger, membre també de Bobov-45.

### Cinquè Rebe de Bobov
Després de la defunció del Gran Rabí Naftali Tzvi Halberstam de Bobov en 2005, una disputa va sorgir entre els jasidim de Bobov, la majoria preferien al Gran Rabí Ben Zion Aryeh Leibish Halberstam, mentre que una petita minoria preferia al Rabí Mordechai Dovid Unger, el gendre de l'anterior Rebe.

### Bobov-45
Durant set anys, va tenir lloc un llarg procés d'arbitratge al Bet Din, el tribunal rabínic, a on tots dos grups reclamaven el dret al lideratge de Bobov. Després de set anys de deliberació, el tribunal va dictar que el Gran Rabí Ben Zion Aryeh Leibish Halberstam, germanastre de l'anterior Rebe, era l'únic Rebe de Bobov. No obstant això, la sentència del tribunal va permetre al Rabí Mordechai Dovid Unger, fundar una altra jasidut anomenada Bobov-45.

## Literatura de Bobov
A més dels llibres reverenciats per les altres dinasties hassídiques, els jasidim de Bobov veneren especialment les obres: Kedushas Tzion, Likutei Kerem Shlomo, i Divrei Shlomo, del tercer Rebe de Bobov.